# Модель Сарджента — Уоллеса
Модель Сарджента — Уоллеса — модель инфляции и влияния на неё денежно-кредитной политики государства, предложенная Томасом Сарджентом и Нилом Уоллесом в работах 1973—1987 годов, основанная на рациональных ожиданиях. В рамках данной модели показано, что текущая инфляция зависит не только от текущей, но и от будущей денежной политики государства. Из модели, в частности следует, что при сдерживающей денежно-кредитной политике государства инфляция в будущем может быть и больше, чем при менее жёсткой политике и, более того, уже текущая инфляция может быть выше, чем при менее ограничительной политике.

## История возникновения
В 1973 году Т. Сарджент и Н. Уоллес предложили в своей статье «Рациональные ожидания и динамика гиперинфляции» свою модель инфляции.

## Предпосылки и описание модели
Модель исходит из стандартных монетаристских предпосылок: экзогенный экономический рост, определяемый темпом роста населения ({\displaystyle n}) и постоянство скорости обращения денег (формально это предположение формулируется как постоянство эластичности спроса на деньги по доходу). Также предполагается, что реальная процентная ставка превышает темп роста экономики и рано или поздно долговое финансирование должно привести к ситуации, когда государство не сможет погашать долг за счёт нового долга и будет вынуждено перейти к денежному финансированию. Бюджетно-налоговая политика представляется последовательностью величин бюджетного дефицита {\displaystyle D_{t}} в реальном выражении (гос. расходы без процентов по гос. долгу за минусом налоговых поступлений без учёта трансфертов). Кредитно-денежная политика представлена последовательностью денежных масс {\displaystyle M_{t}} в соответствующие моменты времени. Тогда, если {\displaystyle P_{t}} — уровни цен, а {\displaystyle B_{t}} — государственный долг (облигации), а {\displaystyle r_{t}} — доходности гос. облигаций, то бюджетное ограничение государства можно записать в виде следующего динамического уравнения:
{\displaystyle D_{t}={\frac {M_{t}-M_{t-1}}{P_{t}}}+B_{t}-B_{t-1}(1+r_{t-1})},
или в расчёте на душу населения (разделив на численность {\displaystyle N_{t}}):
{\displaystyle d_{t}={\frac {M_{t}-M_{t-1}}{N_{t}P_{t}}}+b_{t}-{\frac {b_{t-1}}{1+n}}(1+r_{t-1})}
Предполагается, что до некоторого момента {\displaystyle T} государство поддерживает постоянный темп роста денежной массы {\displaystyle m} и покрывает дефицит путём увеличения государственного долга до достижения некоторого критического значения {\displaystyle b_{T}(m)}. После этого момента государство вынуждено финансировать дефицит за счёт денежной эмиссии, не наращивая долг.
В модели предполагается, что экономические агенты информированы о планах государства и их ожидания носят рациональный характер, то есть ожидаемая инфляция равна фактической.
Исходя из тождества {\displaystyle M_{t}V=P_{t}N_{t}y}, где учтено предположение о постоянстве скорости обращения денег и постоянство выпуска на душу населения — {\displaystyle y}:
{\displaystyle M_{t}/N_{t}=cP_{t}},
и соответственно:
{\displaystyle P_{t}/P_{t-1}=(1+m)/(1+n)},
то есть выбранный темп роста денежной массы означает выбранный темп инфляции в период до момента {\displaystyle T}. Цель модели состоит в оценке инфляции после этого момента.
Можно показать, что до момента {\displaystyle T} для долга на душу населения выполнено следующее соотношение:
{\displaystyle b_{t}(m)=k_{1}b_{1}+\sum _{j=2}^{t}k_{j}(d_{j}-cm/(1+m))}, где {\displaystyle k_{j}=\prod _{i=j}^{t-1}(1+r_{i})/(1+n)^{t-j}} для {\displaystyle j<t}, а {\displaystyle k_{t}=1}.
Из этого соотношения следует, что чем меньше планируемый темп роста денежной массы, тем выше {\displaystyle b_{t}(m),t\leqslant T}, в частности {\displaystyle b_{T}(m)}. Для {\displaystyle b_{T}(m)} при {\displaystyle t>T}, учитывая бюджетное ограничение и соотношение для денежной массы, а также то, что {\displaystyle b_{t}=b_{T}} при {\displaystyle t>T} можно записать следующее:
{\displaystyle b_{T}(m)={\frac {1+r_{t-1}}{1+n}}b_{T}(m)+d_{t}-c(1-{\frac {1}{(1+\pi _{t})(1+n)}})},
откуда следует:
{\displaystyle 1+\pi _{t}={\frac {c}{(c-d_{t})(1+n)-(r_{t-1}-n)b_{T}(m)}}}, где {\displaystyle t>T}.
Из этой формулы с учётом того, что по предположению {\displaystyle r_{t-1}>n} видно, что чем больше {\displaystyle b_{T}}, тем меньше знаменатель, а значит и тем больше уровень инфляции. Учитывая отмеченную выше обратную зависимость {\displaystyle b_{T}} от {\displaystyle m} окончательно можно сделать вывод: если реальная процентная ставка превышает темп роста выпуска, то чем меньше запланированный темп инфляции периода {\displaystyle t<T}, тем выше инфляция периода {\displaystyle t>T}.

### Альтернативная модель спроса на деньги
Кроме применения простой модели спроса на деньги — в соответствии с количественной теорией денег, модель Сарджента — Уоллеса может быть построена с использованием кейнсианской функции спроса на деньги, которая предполагает его зависимость не только от реального дохода, но и от номинальной процентной ставки. В таком случае можно использовать, например, следующую модель равновесия денежного рынка:
{\displaystyle {\frac {M_{t}}{N_{t}P_{t}}}=a_{1}-a_{2}(1+\pi _{t+1})},
где {\displaystyle a_{1},a_{2}} — положительные параметры (автономный спрос на деньги и чувствительность спроса на деньги к изменению инфляционных ожиданий), а {\displaystyle \pi _{t+1}} — ожидаемая инфляция на следующий период, равная в рамках принятых рациональных ожиданий фактической будущей инфляции.
Исходя из этой модели можно показать, что уровень цен {\displaystyle P_{t}} будет зависеть от ожидаемых будущих значений денежной массы следующим образом:
{\displaystyle P_{t}={\frac {1}{a_{1}}}\sum _{j=0}^{\infty }(a_{2}/a_{1})^{j}M_{t+j}/N_{t+j}}.
Таким образом, темп инфляции сегодня зависит от ожидаемой будущей денежной политики. А именно, если в текущий момент проводится ограничительная денежная политика, то экономические агенты будут ожидать повышения темпов роста денежной массы в будущем и эти ожидания увеличат инфляцию уже в текущем периоде. Такой эффект тем выше, чем больше чувствительность спроса на деньги к инфляционным ожиданиям.